# Есин, Пётр Николаевич
Пётр Николаевич Есин (27.05.1900 - 20.11.1976) — советский военный деятель, генерал-майор танковых войск (Постановление СНК СССР  № 1024 от 02.08.1944).

## Начальная биография
Родился 27 мая 1900 г. в селе Дединово Дединовской волости, Зарайского уезда Рязанской губернии (ныне в Городском округе Луховицы Московской области). Русский. Окончил 7 классов средней школы (1934). Член ВКП(б) с 1918 г. (п/б № 41224011).
Образование. Окончил 1-е Московские пулеметные курсы (1921), Школу им. ВЦИК (1922), СТ КУКС «Выстрел» (1926), Ленинградские БТ КУКС (1931, 1938), КУВНС ВАММ (1941).
Служба в армии. Добровольно вступил в РККА в мае 1918 г.
Участие в войнах, военных конфликтах. Гражданская война (с июня по сентября 1919 г. и с марта по май 1921). Подавление Кронштадского мятежа (1921).
Служба в армии. В РККА добровольно с 4 апреля 1919 года.
Участие в войнах, военных конфликтах. Гражданская война (Восточный фронт. Туркестанский фронт с 1919). Борьба с басмачеством (до 1932). Великая Отечественная война (с 22 июня по сентябрь 1941 года и с января по 9 мая 1945). Ранен и контужен в 1941 году.

## Военная служба
С мая 1918 г. красноармеец 1-го Петроградского полка. С августа 1918 г. красноармеец 3-го резервного полка (ст. Левашово).
С сентября по ноябрь 1918 г. в отпуске по болезни. С ноября 1918 г. красноармеец продотряда Цырульникова 2-го продполка. С июня по сентябрь 1919 г. в отпуске по болезни.
С сентября 1919 г. красноармеец 2-го запасного полка. С октября 1919 г. красноармеец 4-го караульного полка.
С апреля 1920 г. по март 1921 г. - курсант 1-х Московских пулеметных курсов.
С марта 1921 г. командир взвода и политрук 561-го стрелкового полка (Кронштадт).
С мая 1921 г. по сентября 1922 г. - курсант Школы им. ВЦИК.
с сентября 1922 г. командир взвода и помощник командира роты 29-го стрелкового полка. С мая 1924 г. командир роты 40-го стрелкового полка.
С 12 сентября 1925 г. по сентября 1926 г. - слушатель Стрелково-тактических курсов усовершенствования комсостава РККА им. III Коминтерна («Выстрел»).
С сентября 1926 г. начальник полковой школы 40-го стрелкового полка. С 19 января 1928 г. секретарь ВКП(б) 40-го стрелкового полка (так в УПК). С 16 мая 1928 г. начальник школы 142-го стрелкового полка. С 28 декабря 1930 г. преподаватель тактики Саратовской школы переподготовки н/с.
С февраля 1931 г. по июнь 1932 г. - слушатель Ленинградских бронетанковых курсов усовершенствования комсостава.
С июня 1932 г. - преподаватель бронетанкового дела Саратовской бронетанковой школы. С октября 1931 г. командир батальона Саратовской бронетанковой школы. С 13 января 1934 г. помощник начальника Саратовской бронетанковой школы по матобеспечению. С 12 июня 1935 г. командир батальона 10-й танковой бригады. С 5 мая 1938 г. начальник штаба 10-й танковой бригады.
С 9 августа 1938 г. слушатель Ленинградских бронетанковых курсов усовершенствования комсостава.
Приказом НКО № 01541 от 11.04.1940 г. назначен помощником командира 27-й легкотанковой бригады по строевой части. Приказом НКО № 0087 от 20.07.1940 г. назначен командиром 46-го танкового полка 84-й моторизованной дивизии..

### Великая Отечественная война
Начало Великой Отечественной войны встретил в должности командира 46-го танкового полка 84-й моторизованной дивизии. Командуя полком отличился в боях 26 - 27 июня 1941 г, за что и был награжден орденом Красного Знамени.
Приказом НКО № 02414 от 29.08.1941 г. назначен командиром 2-й танковой бригады (переименованной в 142-ю танковую).
С 14 января 1942 г. начальник 1-го отдела 7-го управления Главного Автобронетанкового управления. Приказом НКО № 06728 от 10.11.1942 г. назначен начальником 7-го управления ГАБТУ. Приказом НКО № 043 от 14.01.1943 г. назначен Заместителем начальника Управления бронепоездов и бронемашин..

### После войны
Приказом МВС № 0416 от 05.07.1946 г. Инспектор БТиМВ Главной инспекции Сухопутных войск.
С 4 октября 1948 г. в распоряжении Командующего БТ и МВ. С 6 ноября 1948 г. Начальник 2-го отдела Управления военно-учебных заведений БТ и МВ ВС. С 9 сентября 1952 г. Начальник 2-го отдела Управления военно-учебных заведений БТ и МВ СА. С 12 декабря 1952 г. Начальник 1-го отдела Управления военно-учебных заведений БТ и МВ СА.
Приказом МО СССР № 01352 от 12.05.1953 г. назначен Начальником 2-го отдела Управления боевой подготовки БТиМВ. С 17 декабря 1953 г. Заместитель начальника 1-го отдела Управления ВУЗ и учебных частей Управления начальника БТВ.
Приказом МО СССР № 02821 от 20.06.1956 г. уволен в запас по ст. 59б. Жил в Москве. Умер 20 ноября 1976 года. Похоронен на Ваганьковском кладбище.

## Воинские звания
- капитан;
- майор (Приказ НКО № 933 от 31.03.1937)[2];
- подполковник;
- полковник (Приказ НКО № 1053 от 29.10.1939)[2];
- генерал-майор т/в (Постановление СНК СССР № 1024 от 02.08.1944)[2]

## Награды
- орден Ленина (21.02.1945)[3][2].
- три ордена Красного Знамени(25.07.1941, 03.11.1944, 20.06.1949)[4][2].
- Орден Отечественной войны I степени (15.12.1943)[2];

- медаль «За победу над Германией в Великой Отечественной войне 1941—1945 гг.» (09.05.1945),

- медаль «XX лет РККА» (1938)
- юбилейная медаль «30 лет Советской Армии и Флота» (1948)[2].

## Память
- На могиле установлен надгробный памятник
- Его имя увековечено в Главном Храме Вооружённых сил России, и навсегда запечатлено на мемориале «Дорога памяти»[2]